# Karl Hykes
Karl Heinrich Hykes (ur. 27 stycznia 1910 w Ahlen, zm. ?) – zbrodniarz hitlerowski, jeden z funkcjonariuszy pełniących służbę w niemieckich obozach koncentracyjnych i SS-Unterscharführer. 
Z zawodu kupiec i księgowy. Przynależał do Deutsche Arbeitsfront (DAF) i Nationalsozialistische Volkswohlfahrt (NSV). Członek personelu obozów Auschwitz-Birkenau i Bergen-Belsen. 22 marca 1948 został skazany przez polski sąd w Krakowie na 8 lat pozbawienia wolności. Zwolniony 12 marca 1954 roku.